# Nuoto ai campionati mondiali di nuoto 2024 - 1500 metri stile libero maschili
La gara degli 1 500 metri stile libero maschili dei campionati mondiali di nuoto 2024 si è svolta il 17 e 18 febbraio 2024 presso l'Aspire Dome di Doha.

## Podio
| Pos.    | Atleta            | Nazione  |
| ------- | ----------------- | -------- |
| Oro     | Daniel Wiffen     | Irlanda  |
| Argento | Florian Wellbrock | Germania |
| Bronzo  | David Aubry       | Francia  |

## Record
Prima della manifestazione il record del mondo (RM) e il record dei campionati (RC) erano i seguenti.
|  | 14'31"02 | Sun Yang       | 4 agosto 2012 Londra   |
|  | 14'31"54 | Ahmed Hafnaoui | 30 luglio 2023 Fukuoka |

Durante la competizione non sono stati migliorati record.

## Programma
| Data             | Ora (UTC+3) | Turno    |
| ---------------- | ----------- | -------- |
| 17 febbraio 2024 | 10:37       | Batterie |
| 18 febbraio 2024 | 19:16       | Finale   |

## Risultati

### Batterie
| Pos. | Batteria | Corsia | Atleta                      | Nazionalità        | Tempo       | Note |
| ---- | -------- | ------ | --------------------------- | ------------------ | ----------- | ---- |
| 1    | 3        | 4      | Florian Wellbrock           | Germania           | 14'48"43    | Q    |
| 2    | 3        | 2      | David Aubry                 | Francia            | 14'49"01    | Q    |
| 3    | 3        | 8      | Dávid Betlehem              | Ungheria           | 14'51"48    | Q    |
| 4    | 3        | 5      | Mychajlo Romančuk           | Ucraina            | 14'51"83    | Q    |
| 5    | 3        | 3      | Sven Schwarz                | Germania           | 14'53"08    | Q    |
| 6    | 4        | 5      | Daniel Wiffen               | Irlanda            | 14'54"29    | Q    |
| 7    | 3        | 1      | Fei Liwei                   | Cina               | 14'54"36    | Q    |
| 8    | 4        | 2      | Kuzey Tuncelli              | Turchia            | 14'54"98    | Q    |
| 9    | 4        | 3      | Gregorio Paltrinieri        | Italia             | 14'55"19    |      |
| 10   | 4        | 6      | Charlie Clark               | Stati Uniti        | 14'57"44    |      |
| 11   | 2        | 6      | Victor Johansson            | Svezia             | 14'58"73    |      |
| 12   | 3        | 6      | Kristóf Rasovszky           | Ungheria           | 14'59"44    |      |
| 13   | 4        | 7      | Luca De Tullio              | Italia             | 15'00"22    |      |
| 14   | 2        | 4      | Shogo Takeda                | Giappone           | 15'04"50    |      |
| 15   | 4        | 9      | Krzysztof Chmielewski       | Polonia            | 15'04"93    |      |
| 16   | 3        | 7      | Damien Joly                 | Francia            | 15'05"76    |      |
| 17   | 4        | 4      | Ahmed Hafnaoui              | Tunisia            | 15'09"02    |      |
| 18   | 4        | 8      | Henrik Christiansen         | Norvegia           | 15'12"25    |      |
| 19   | 4        | 1      | Carlos Garach               | Spagna             | 15'16"00    |      |
| 20   | 4        | 0      | Vlad Stancu                 | Romania            | 15'20"50    |      |
| 21   | 3        | 9      | Zhang Zhanshuo              | Cina               | 15'20"69    |      |
| 22   | 2        | 3      | Nguyễn Huy Hoàng            | Vietnam            | 15'22"86    |      |
| 23   | 2        | 5      | Ahmed Akaram                | Egitto             | 15'28"54    |      |
| 24   | 3        | 0      | Emir Batur Albayrak         | Turchia            | 15'29"69    |      |
| 25   | 2        | 7      | Khiew Hoe Yean              | Malaysia           | 15'31"23    |      |
| 26   | 2        | 1      | Dylan Porges                | Messico            | 15'32"79    |      |
| 27   | 2        | 0      | Diego Dulieu                | Honduras           | 15'36"02    |      |
| 28   | 2        | 8      | Ratthawit Thammananthachote | Thailandia         | 15'38"84    |      |
| 29   | 1        | 3      | Nikola Ǵuretanoviḱ          | Macedonia del Nord | 16'04"07    |      |
| 30   | 1        | 4      | Rodolfo Falcón              | Cuba               | 16'11"17    |      |
| 31   | 1        | 5      | Ilias El Fallaki            | Marocco            | 16'19"73    |      |
| DNS  | 2        | 2      | Guilherme da Costa          | Brasile            | Non partito |      |

### Finale
| Pos. | Corsia | Atleta            | Nazionalità | Tempo    | Note |
| ---- | ------ | ----------------- | ----------- | -------- | ---- |
|      | 7      | Daniel Wiffen     | Irlanda     | 14'34"07 |      |
|      | 4      | Florian Wellbrock | Germania    | 14'44"61 |      |
|      | 5      | David Aubry       | Francia     | 14'44"85 |      |
| 4    | 3      | Dávid Betlehem    | Ungheria    | 14'46"44 |      |
| 5    | 6      | Mychajlo Romančuk | Ucraina     | 14'47"54 |      |
| 6    | 2      | Sven Schwarz      | Germania    | 14'47"89 |      |
| 7    | 1      | Fei Liwei         | Cina        | 14'50"51 |      |
| 8    | 8      | Kuzey Tuncelli    | Turchia     | 14'59"76 |      |